# Manuela Bezzola
Manuela Bezzola est une taekwondoïste suisse née le 12 août 1989.

## Titres
- Première place au championnat suisse en 1999, 2000, 2003, 2006, 2007
- Première place au Women's Open Championship en Corée en 2002
- 5e rang au Championnat mondial junior en Corée en 2004
- 1re place au Championnat européen junior en Azerbaïdjan en 2005